# Парашют

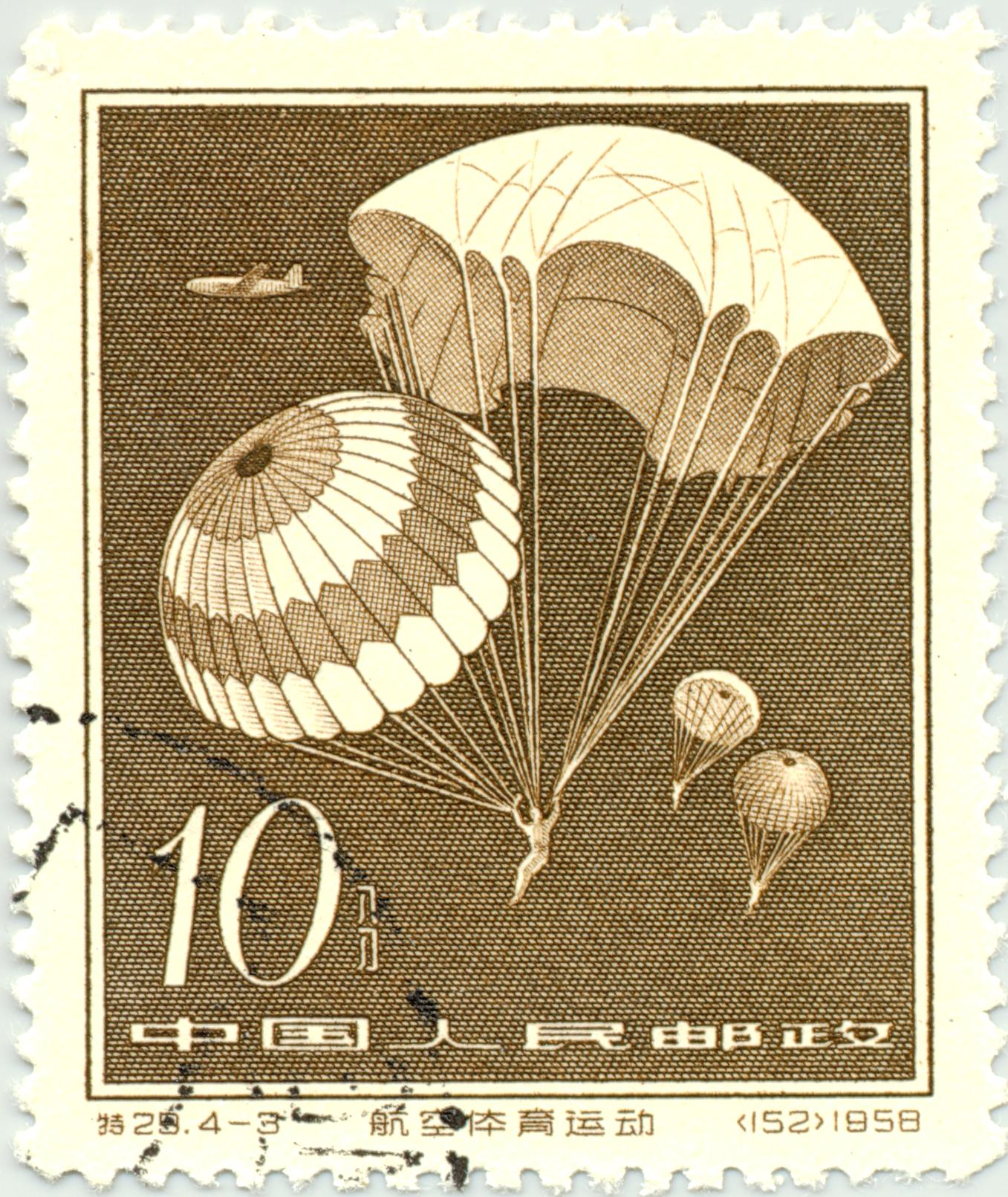
Парашюты на китайской марке 1958 года

Парашю́т (через фр. parachute, от греч. para — «против» и chute — «падение»; однокоренные слова: парасоль, параплюи, паратоннэрр, парафё, параван) — устройство в форме зонта из ткани или другого мягкого материала, к которому стропами прикреплена подвесная система или груз. Служит для замедления движения предмета в воздухе. Парашюты используются для прыжков из летательных аппаратов (или с фиксированных объектов) с целью безопасного спуска и приземления людей (грузов), для торможения летательных аппаратов при посадке.

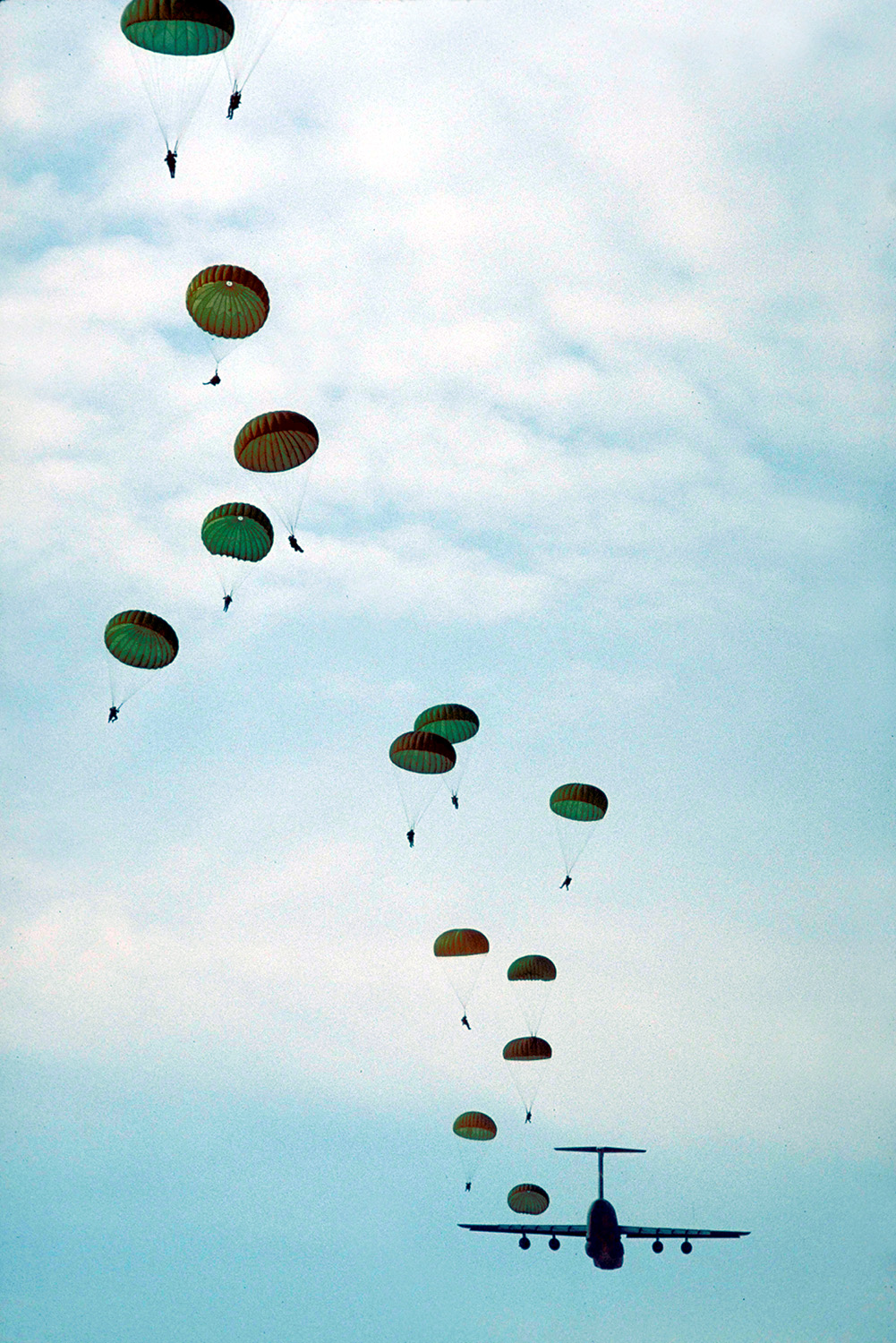
Развёртывание парашютов

## Конструкция
В состав современной людской спортивной парашютной системы входят два парашюта (основной и запасной), подвесная система с ранцем и страхующий прибор.

### Основной парашют
Вытяжной парашют (медуза)

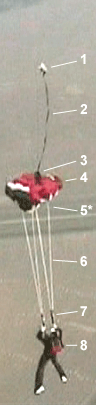
Основной парашют во время раскрытия:
1 — медуза,
2 — стреньга,
3 — камера,
4 — крыло,
5 — слайдер (не виден),
6 — стропы,
7 — свободные концы,
8 — подвесная система и ранец

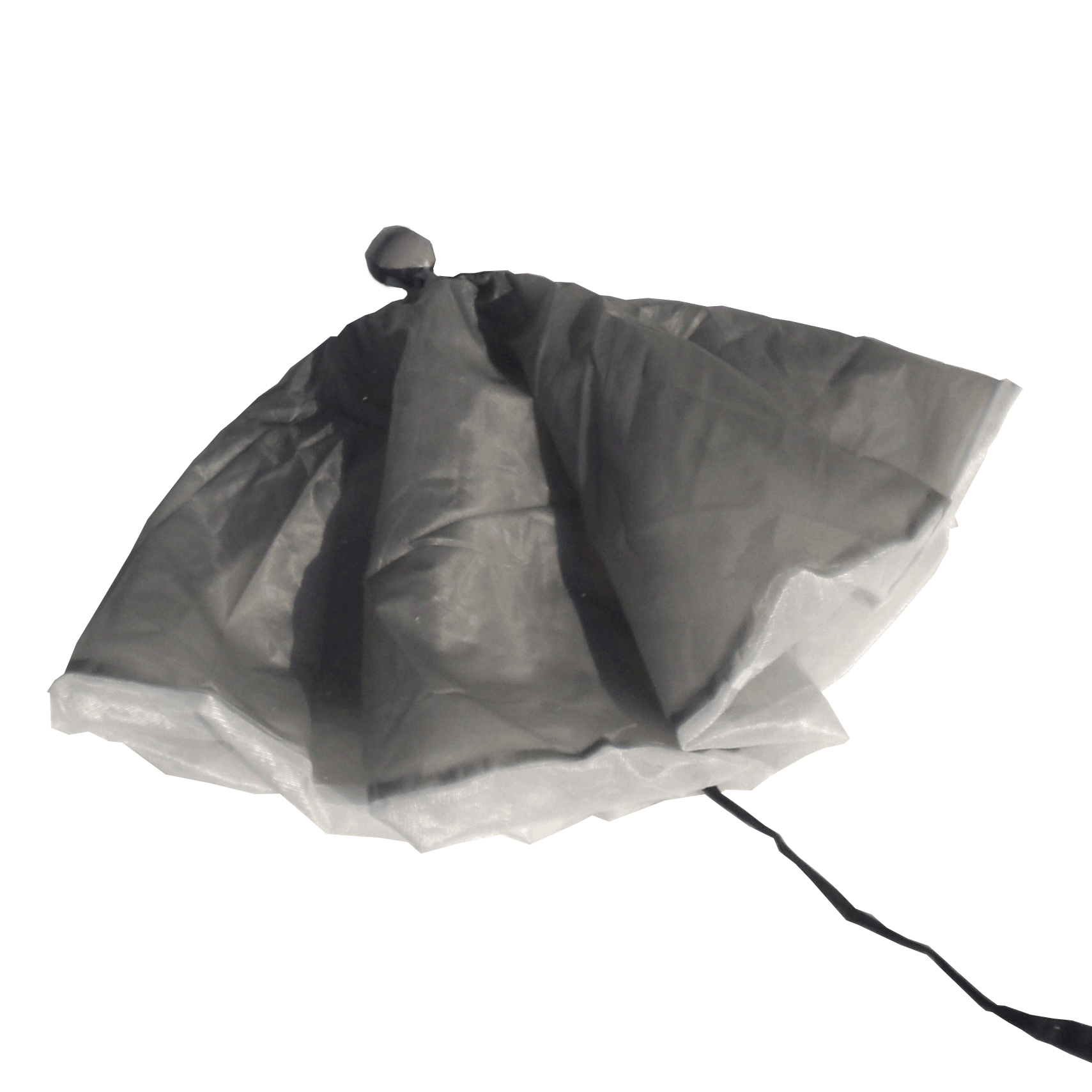
Мягкая медуза

По конструкции вытяжной парашют может быть с пружиной или без неё. В конструкции вытяжного парашюта есть пружина, при помощи которой он отталкивается от парашютиста и попадает в набегающий воздушный поток. В современных спортивных парашютных системах запасной парашют вводится в действие с помощью кольца, при выдёргивании которого освобождается удерживаемый клапанами ранца вытяжной парашют с пружиной. На парашютных системах круглой формы с передним расположением запасного парашюта вытяжной парашют находится непосредственно на вершине купола и не имеет пружины.
Вытяжной парашют без пружины состоит из капроновой ткани с малой воздухопроницаемостью и ткани большой воздухопроницаемости в плане имеет круглую форму площадью от 0,4 до 1,2 м2. Вытяжной парашют такого типа на сленге парашютистов называется «медуза» и укладывается чаще всего в эластичный карман, расположенный в нижней части ранца. Вытяжной купол («медуза») соединён при помощи капроновой ленты, выдерживающей нагрузку на разрыв более 600 кг, с камерой основного купола и основным куполом.

#### Камера основного купола
Камера предназначена для укладки в неё купола со стропами и системой рифления (слайдер). При укладке в камеру сперва укладывают купол, затем камера зачековывается стропами. При раскрытии происходит обратный процесс: сперва из резиновых сот выходят стропы, затем, натянувшись, открывается фартук камеры основного купола и из неё выходит купол, который под воздействием набегающего потока воздуха раскрывается. Резиновые соты используются для того, чтобы упорядочить процесс раскрытия купола.

#### Крыло
Современное крыло в русском языке часто называется куполом, несмотря на его форму. Купол (сленг. — мешок) состоит из верхней и нижней оболочек, нервюр, стабилизаторов. Нервюры задают профиль крыла и делят крыло на секции. Наибольшее распространение получили 7- и 9-секционные купола. По форме различают прямоугольные и эллиптические. В конструкции наиболее продвинутых куполов-крыльев для уменьшения искажений формы крыла используются дополнительные косые нервюры, в этом случае количество секций возрастает до 21-27.

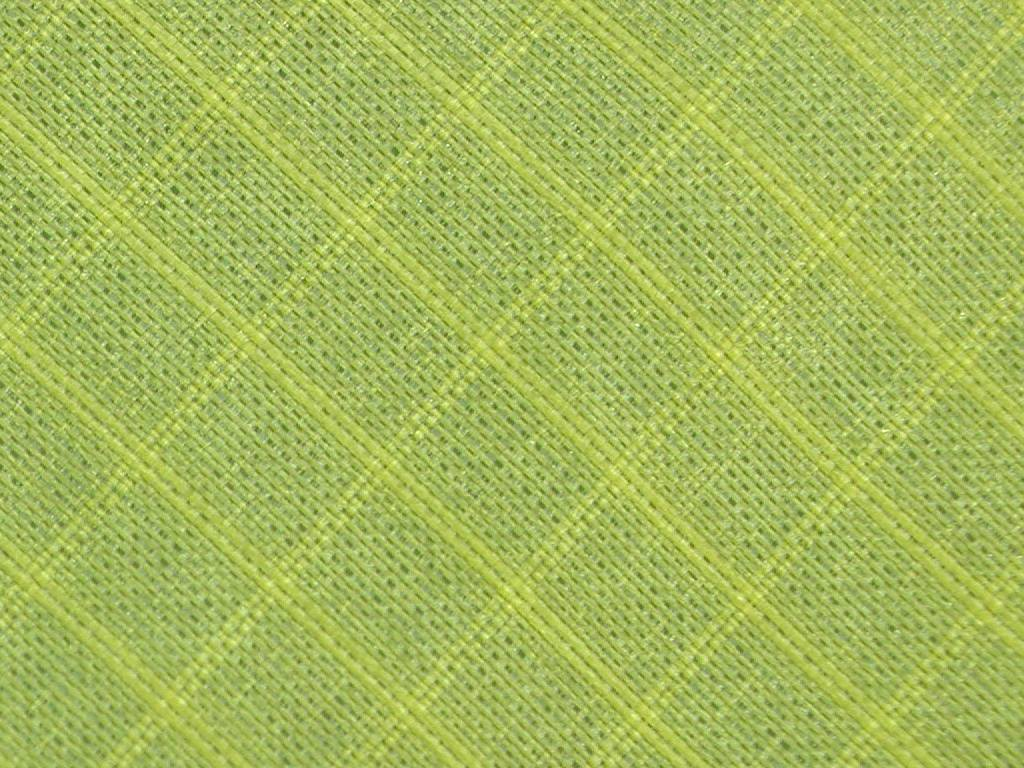
Ткань рипстоп нейлон при увеличении

Материал крыла: ткань F-111, или ткань рипстоп нейлон Zero Porosity (нулевой проницаемости).

#### Стропы
Стропы соединяют нижнюю оболочку крыла со свободными концами. Стропы делят на ряды A, B, C, D. Ряд A — лобовой. К заднему ряду D крепятся стропы управления с клевантами (петлями управления парашютом).
Материал строп — обычно спектра (микро-лайн), реже — толстый дакрон, который хорошо растягивается. На пилотажных куполах ставят вектран и HMA (High Modulus Aramid). Стропы из них тоньше, и соответственно, имеют меньшее аэродинамическое сопротивление и меньший укладочный объём.

#### Слайдер (устройство рифления)
В целях равномерного открытия парашюта и плавного, постепенного замедления свободного падения человека со скорости порядка 200 км/ч до скорости раскрытия парашюта используется устройство замедления раскрытия парашюта — слайдер. Это квадрат ткани, скользящий на люверсах по стропам. Слайдер препятствует мгновенному раскрытию парашюта и продлевает раскрытие от 3 до 5 секунд, снижая перегрузки.

#### Свободные концы (райзеры)
Четыре свободных конца соединяют стропы с подвесной системой. На задних свободных концах расположены клеванты. Стропы крепятся к райзерам карабинами, или софтлинками (мягкими карабинами). Часто в свободных концах вшиты гибкие трубки, антитвисты, предотвращающие заклинивание тросиков отцепки при сильной закрутке.

### Запасной парашют
Предназначен для спасения жизни парашютиста в случае частичного или полного отказа основного парашюта. Перед раскрытием запасного парашюта необходимо произвести отцепку основного парашюта. Для этого на свободных концах основного купола предусмотрены замки отцепки. Наибольшее распространение получили замки типа КЗУ (кольцевое замковое устройство). Запасной парашют укладывают специально подготовленные укладчики запасных парашютов или сами спортсмены после прохождения программы обучения, допущенные приказом по организации к укладке индивидуальной спортивной системы.
Устройство запасного парашюта подобно конструкции основного. Однако для увеличения надёжности, а также для возможности автоматического раскрытия без участия парашютиста, запасной парашют имеет ряд отличий. Вытяжной парашют в спортивной парашютной системе имеет пружину, которая отбрасывает его в поток из зоны затенения за парашютистом после расчековки клапанов ранца, что позволяет раскрывать парашют при помощи прибора. Соединительное звено запасного парашюта с вытяжным парашютом выполнено из другого типа капроновой или нейлоновой ленты шириной 50 мм, за счёт чего даже в случае зацепления вытяжного парашюта за парашютиста или его снаряжение способно вытянуть камеру с уложенным в неё запасным куполом, работая как дополнительный ленточный вытяжной парашют. Вытяжной парашют, соединительное звено (стреньга) и камера запасного парашюта не имеют соединения с куполом после наполнения, что позволяет нормально наполниться куполу в случае зацепления за части ЛА (летательного аппарата), стропы или снаряжение парашютиста, что увеличивает его надёжность по сравнению с основным. Запасной парашют наполняется быстрее благодаря особенностям укладки и конструкции, однако имеет другие полётные характеристики. Все эти отличия необходимы для увеличения надёжности запасного парашюта.

### Подвесная система и ранец

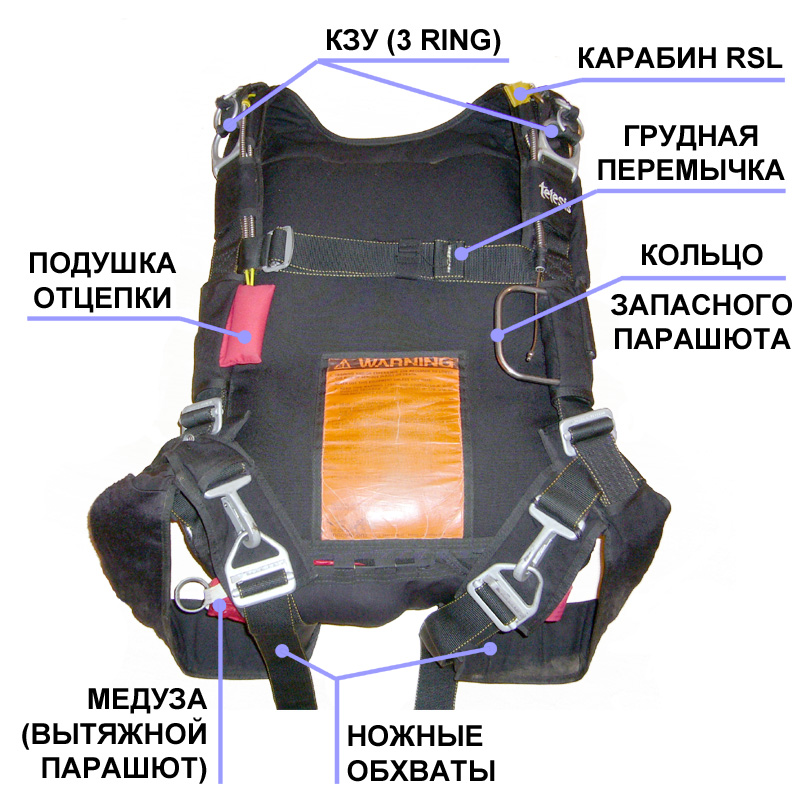
Установка для прыжков с парашютом с заметками

Ранец предназначен для укладки в него основного и запасного парашюта. Имеет раскрывающие приспособления, которые позволяют производить: ручное раскрытие основного парашюта с помощью мягкого вытяжного парашюта, ручное раскрытие запасного парашюта, автоматическое раскрытие запасного парашюта страхующим прибором, принудительное раскрытие запасного парашюта в случае отцепки парашютистом основного купола.
Устройства на подвесной системе

Анимация работы КЗУ (кольцевого замкового устройства). С помощью КЗУ выполняется отцепка основного парашюта. КЗУ обеспечивает снижение механического усилия в 200 раз.

- Отцепка и КЗУ. Позволяют отцепить основной парашют в случае его отказа или ненормальной работы. Кольцевое замковое устройство (3 Ring) состоит из трёх колец разного диаметра и петли зачековки. Чтобы отцепить основной парашют, необходимо выдернуть подушку отцепки. Подушка отцепки, или релиз, имеет два троса, выполненных из пластика (на некоторых ранцах, например ПО-16, могут использоваться стальные тросы), пропускаемых по шлангам — каналам к правому и левому свободному концу основного купола, на которые замыкается замок КЗУ,- закреплена на подвесной системе, как правило, с правой стороны с помощью текстильной застёжки (липучки). Вводится в действие обеими руками, сперва парашютист берётся за подушку правой рукой, накладывает на неё левую, затем энергичным движением вниз под 45 градусов выдёргивает трос отцепки основного парашюта и, держа подушку отцепки в правой руке, свободной левой ударяет по тросу, пробивая его до конца.

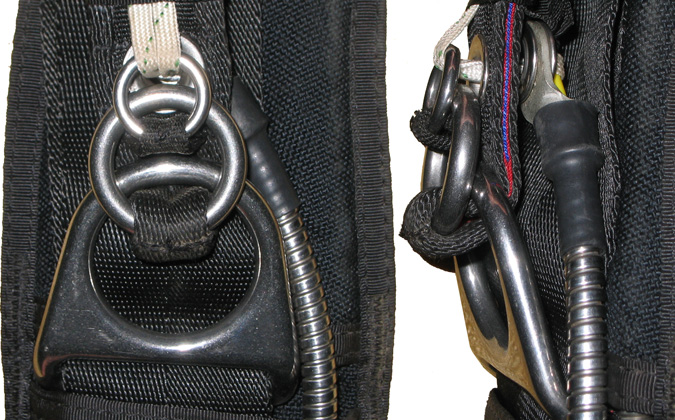
КЗУ (трёхкольцевой замок)

- Кольцо запасного парашюта. Вводится левой рукой сразу после отцепки основного купола. Перед вводом в действие парашютист выбрасывает энергичным движением подушку отцепки наотмашь и убеждается в отцепке основного купола.
- Транзит RSL (Reserve Static Line) и MARD (Main Assisted Reserve Deployment). Это опциональные устройства, немедленно вводящие запасной парашют после отцепки основного. В транзите RSL реализован в виде капроновой ленты, идущей от шпильки зачековки запасного парашюта к переднему свободному концу (обычно левому) основного парашюта. Закреплён на свободном конце карабином, позволяющем быстро отключить его при приземлении на препятствия либо в условиях сильного ветра, а также в тех случаях, когда раскрылись оба парашюта. В системах MARD улетающий основной парашют вытягивает запасной парашют, работая как огромная медуза. Наиболее известна система Skyhook RSL, широко внедряемая Биллом Бусом.

### Страхующий прибор
Устройство автоматического раскрытия запасного парашюта.
Страхующий прибор предназначен для автоматического раскрытия запасного парашюта в случае, если парашютист по каким-либо причинам не смог раскрыть основной парашют. Простейшие советские механические приборы (ППК-У, АД-3УД) требуют приведения в работоспособное состояние перед каждым прыжком. Их срабатывание происходит вне зависимости от скорости снижения парашютиста на заранее определённой высоте либо по истечении определённого промежутка времени с момента, когда парашютист покидает летательный аппарат. Более совершенные электронные приборы способны отслеживать не только высоту, на которой находится парашютист, но также и его скорость. Кроме того, в течение всего дня они автоматически отслеживают колебания атмосферного давления, чтобы исключить влияние этих колебаний на измерение высоты. Такие приборы не требуют вмешательства в их работу в течение прыжкового дня. В настоящее время наиболее распространёнными электронными страхующими приборами являются Cypres, Vigil, Argus, Mars2.

### Физика открытия и полёта парашюта
После ввода в действие устройства раскрытия основного парашюта вытяжной парашют, попадая в воздушный поток, наполняется воздухом и за счёт собственного сопротивления вытягивает стреньгу на всю длину, к которой, в свою очередь, пришита шпилька зачековки клапанов ранца. После выдергивания шпильки происходит раскрытие клапанов ранца, стреньга вытягивает смонтированную к ней камеру основного парашюта с уложенным в неё куполом и стропами.
За счет натяжения стропы вытягиваются из резиновых сот, камера расчековывается и из неё выходит купол.
Купол под действием набегающего потока воздуха, преодолевая силу сопротивления слайдера, постепенно наполняется. Слайдер (скользящий, технический термин устройство рифления — предназначен для замедления раскрытия) под действием сопротивления набегающему потоку воздуха медленно скользит по стропам вниз к свободным концам подвесной системы.
Полное наполнение основного парашюта занимает от 2 до 5 сек.

## Разновидности
Первоначально парашюты предназначались для мягкого приземления людей. Сегодня людские или десантные парашюты используются для десантирования с воздуха, спасения людей и как спортивные снаряды в парашютизме.
Для приземления машин и грузов используются грузовые парашюты. Для приземления тяжёлой техники могут использоваться несколько таких парашютов одновременно. Их разновидностью являются спасательные системы на самолётах, которой оборудованы многие лёгкие самолёты. Система состоит из парашюта и ускорителей принудительного вытягивания (баллистических, ракетных, или пиротехнических). При развитии опасной ситуации пилот вводит в действие спасательную систему, и весь самолёт целиком приземляется на парашюте. Спасательные системы вызывают много критики.

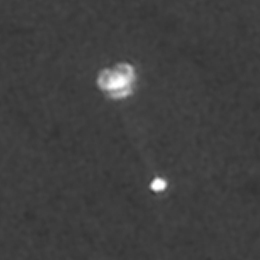
Спуск Феникса на Марс на парашюте. Съёмка с MRO с расстояния около 760 км

Тормозные парашюты применяются для сокращения тормозного пути на военных и транспортных самолётах, в дрэг-рейсинге для остановки машин. Например, тормозными парашютами были оборудованы самолёты Ту-104 и ранние версии Ту-134.
Маленькие стабилизирующие парашюты (они же выполняют функции вытяжных) используется для стабилизации положения тела во время свободного падения.
Парашюты часто используются для снижения скорости космических аппаратов при посадке на небесное тело, во время движения в атмосфере. Парашюты космических аппаратов имеют самый широкий диапазон применения (высокие скорости, высокие или низкие температуры). Кроме атмосферы Земли, парашюты использовались для посадки зондов на Венеру, Марс, Юпитер, спутник Сатурна Титан. Для использования парашюта необходимо наличие атмосферы у планеты или спутника. Атмосферы других планет отличаются по свойствам от земной, например, атмосфера Марса очень разрежена, и финальное торможение обычно выполняется с помощью ракетных двигателей или надувных подушек.
Парашюты могут иметь самые разные формы. Кроме обычных, круглых парашютов, которые используются для мягкого приземления грузов и людей, существуют круглые парашюты со втянутой вершиной, в форме крыла Рогалло, ленточные парашюты для сверхзвуковых скоростей, парафойлы — крылья в форме прямоугольника и эллипса, баллюты и многие другие.

## История

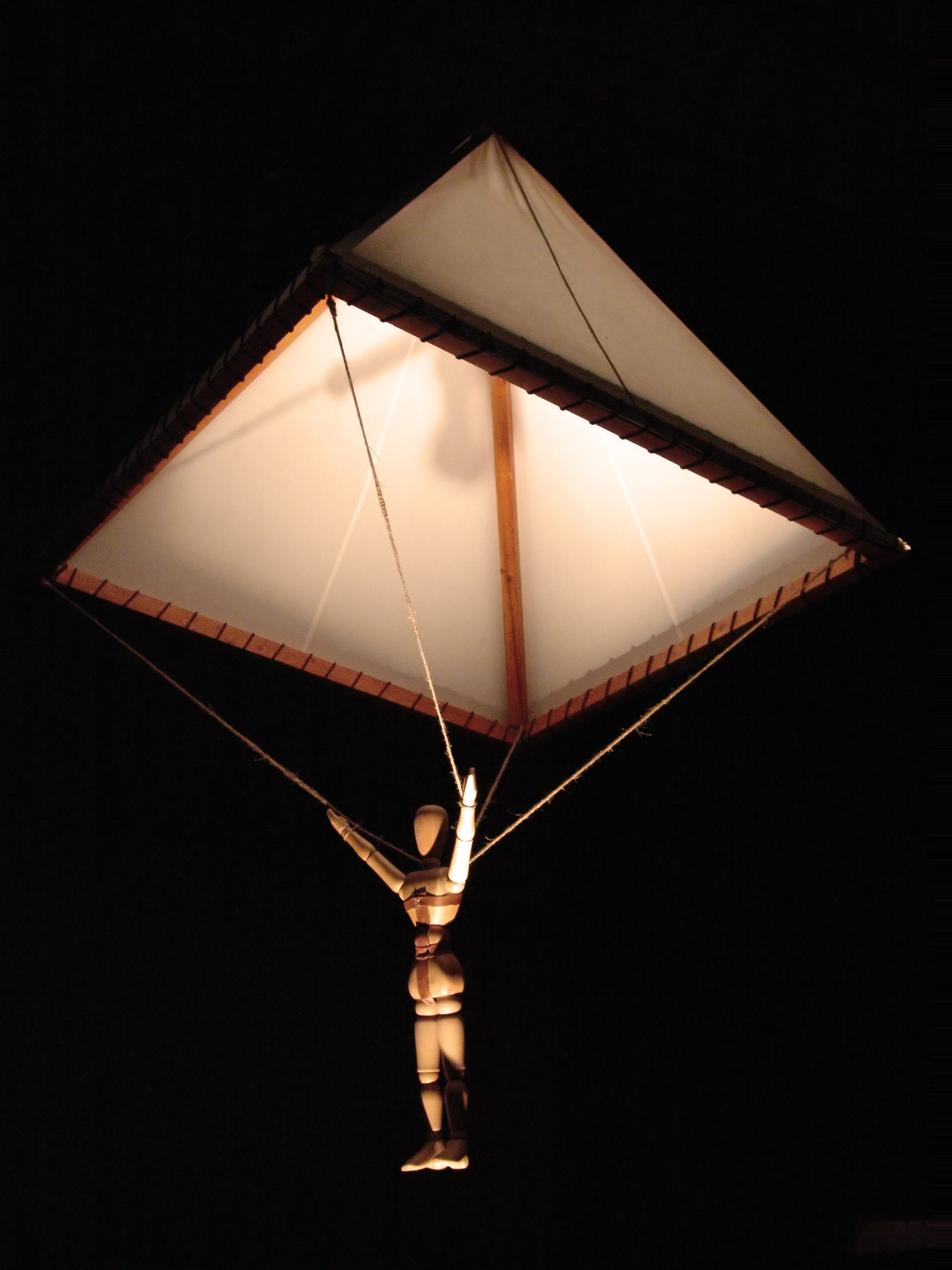
Парашют Леонардо да Винчи

Парашют описал еще Леонардо да Винчи. Изобретателем современного парашюта является Луи-Себастьян Ленорман, 26 декабря 1783 года успешно прыгнувший с башни обсерватории Монпелье перед толпой, которая включала Жозефа Монгольфье, используя 14-футовый парашют с деревянным каркасом. Назначение парашюта он видел в том, чтобы помочь людям, находящимся в горящем здании, покинуть его целыми. Дело Ленормана продолжил Андре-Жак Гарнерен, который совершил первый прыжок с высоты с помощью первого в истории бескаркасного парашюта.
Изобретателем ранцевого парашюта является Г. Е. Котельников (1872—1944), инженер из Санкт-Петербурга, в 1912 году получивший патент на это изобретение в России, Франции, Германии и США. Он впервые разделил все стропы подвески на две группы, расположил аппарат в ранце, крепившемся к летчику, и применил полюсное отверстие в центре купола для выхода воздуха. В разработке парашюта ему активно помогал С. А. Титков (1869—1941), математик из Германии, переехавший в Санкт-Петербург в 1901 году, активно помогал Котельникову с расчетами и чертежами. Испытан 6 июня 1912 года в гатчинском лагере Воздухоплавательной школы. В России первым спасся на парашюте Михаил Громов в 1927 году.

## Парашютная система
Обычно под парашютом понимают персональную парашютную систему. В зависимости от целей различают десантные парашютные системы, спортивные и спасательные.

### Десантная система

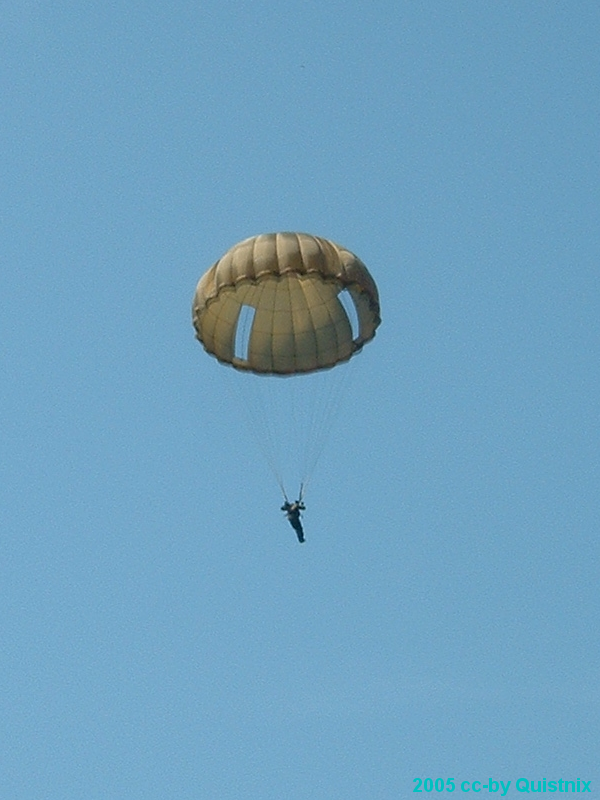
Круглый парашют

Круглые парашюты уменьшают скорость падения исключительно за счёт сопротивления воздуха. Они имеют форму полусферы, по нижней кромке прикреплены стропы (капроновые шнуры с противогнилостной и противообжиговой пропиткой), на которых висит парашютист и/или груз. Для стабилизации снижения в вершине купола обычно имеется полюсное отверстие либо полотнище с повышенным пропусканием воздуха (сетка), через которое уходит воздух. Этим предотвращают раскачивание парашюта.
Скорость горизонтальная до 5 м/с (в зависимости от модификации парашюта) + скорость ветра, если купол направлен по направлению ветра, вертикальная скорость снижения до 5 м/с у основных куполов и до 8 м/с у запасных.

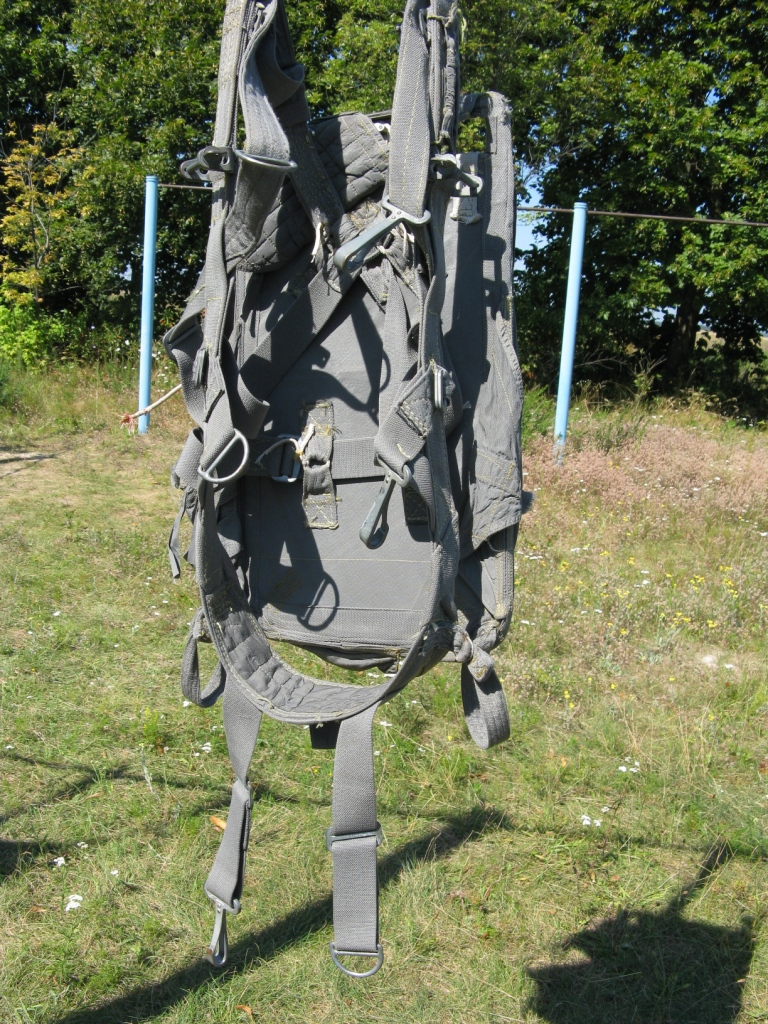
Подвесная система парашюта Д-5 с.2

Наиболее распространённые круглые парашюты, Д-1-5у (изготавливается из парашютного перкаля) и Д-6 (материал — капрон) предназначены для управляемого снижения и безопасного приземления парашютиста. Обычно парашют является многоразовым.
Подвесная система предназначена для:
- соединения парашютиста с парашютом;
- равномерного распределения нагрузки на тело парашютиста;
- удобного размещения парашютиста при снижении и приземлении.

Подвесная система изготовлена из капроновой ленты. Она состоит из наспинно-плечевых обхватов, грудной перемычки и ножных обхватов. Подвесная система может регулироваться при помощи прямоугольных пряжек по росту парашютиста. На левой круговой лямке, ниже прямоугольной изогнутой пряжки, находится карман для вытяжного кольца. На уровне прямоугольной пряжки пришит предохранительный шланг вытяжного троса. Другой конец шланга крепится к ранцу. Подвесная система застёгивается при помощи карабинов и пряжек, вмонтированных в лямки.
Купол круглого парашюта имеет форму двадцативосьмиугольника, сшитого из одиннадцати полотнищ. По периметру кромка усилена прокладкой из капроновой тесьмы. С наружной поверхности на купол нашит каркас из капроновой тесьмы, которая, пересекаясь, образует сетку, заканчивающуюся по периметру купола 28-ю петлями, к которым крепятся стропы. Центральная часть купола усилена дополнительной тесьмой, повышающей прочность купола. В центре купола находится петля-уздечка, которая служит для соединения со стабилизирующим куполом. По периметру купола между петлями для крепления строп нашита стягивающая тесьма, предназначенная для предотвращения перехлёстывания купола и сокращения времени его наполнения. Между 28-й и 1-й стропами, около нижней кромки, нанесено заводское клеймо, обозначающее дату изготовления парашюта и его заводской номер.
Квадратные парашюты
Современные десантные парашюты имеют сложную форму (с целью предупреждения схождения в воздухе и улучшения управляемости). Так, армия США начала замену парашюта T-10 квадратным парашютом T-11, а российские войска получают новый парашют Д-10, имеющий форму «патиссона».

### Спасательная система
Спасательные парашюты предназначены для аварийного покидания самолётов и вертолётов. По конструкции, как правило, относятся к круглым парашютам, так как они наиболее надёжны, менее требовательны к позе открытия и не обязательно требуют управления на приземлении. Многие запасные парашюты у парапланов, дельтапланов имеют форму круглого парашюта со втянутой вершиной. Так же спасательные парашюты для СЛА, ввиду максимизации облегчения и минимизации конструктива носят одноразовый характер применения, это позволяет уменьшить площадь запасного парашюта.

### Спортивная система
Современная спортивная парашютная система предназначена для прыжков с летательных аппаратов. И основной, и запасной парашют, как правило — крыло. Спортивная парашютная система зачастую представляет собой компромисс между надёжностью, комфортом в эксплуатации, размерами и лётными характеристиками индивидуально подобранных куполов (основной и запасной). Система индивидуальна и поэтому при подборе и комплектации парашютной системы руководствуются следующим: вид парашютного спорта которым занимается парашютист, вес парашютиста, уровень подготовки, выражаемый чаще всего количеством прыжков, предпочитаемый производитель. Практически во всех парашютных системах предусмотрена возможность установки страхующих приборов, которые бывают автоматическими и полуавтоматическими. Прибор раскрывает парашют либо на установленной высоте, либо по истечении определённого времени. Полуавтоматические приборы работают механически, могут быть установлены как на основной, так и на запасной куполы. Автоматические — с помощью пиропатрона перерезающего петлю, удерживающую клапаны ранца запасного парашюта.
Спортивные парашюты сильно эволюционировали за последние десятилетия. Первоначально парашютисты прыгали с десантными, круглыми парашютами. Основной парашют располагается сзади, запасной спереди. Но затем, в связи с развитием таких дисциплин как «точность приземления», появилась необходимость в улучшении лётных характеристик купола. Появились основные парашюты в форме крыла Рогалло, кайта НАСА. В 80-х появились парафойлы — крылья, наддуваемые набегающим потоком воздуха (ram-air). Такие парашюты могли летать против ветра. Уменьшение укладочного объёма парашютов позволило перенести запаску на спину, появилась современная, тандемная компоновка ранца. С развитием дисциплин, в которых необходимо основную соревновательную задачу выполнить до приземления, снова появилась необходимость в уменьшении объёма уложенного купола, его веса, скоростных характеристик, последние в свою очередь позволяли совершать парашютные прыжки в сложных метеоусловиях, обеспечивать приземление на ограниченную площадку. В дальнейшем профиль крыла сужался, появились ткани с нулевой воздухопроницаемостью, относительное удлинение слегка увеличивалось, размер купола уменьшался, стропы стали тоньше и крепче, длина строп уменьшалась, воздухозаборники прикрывались, стабилизирующие полотнища уменьшались и удалялись из конструкций. Шла борьба технологий с вредным воздушным сопротивлением. Следующим шагом стали узкопрофильные косонервюрные парашюты. Количество нервюр увеличилось, что позволило сделать профиль крыла более строгим.
Современные узкопрофильные купола имеют замечательные полётные характеристики; горизонтальная скорость, которую парашютист может достигнуть, выполняя манёвр, достигает 150 и более км/час. Гонка за уменьшением размера вызвала появление парашютов площадью всего 4 м², приземление на которых стало действительно экстремальным. Прыжков с таким куполом было выполнено всего 4, после чего производитель прекратил уменьшать площадь крыла, а испытатель прекратил с этим куполом прыгать, сказав, что это слишком экстремально.
Тандемная система
Тандемная система используется для первоначального обучения парашютному спорту, а также в качестве аттракциона. Тандемная система оборудована дополнительной пассажирской подвеской, которая крепится к парашюту тандеммастера при помощи двух карабинов и двух боковых притягов.
Отличительной особенностью тандемной системы является наличие 2 звеньев ввода основного парашюта, расположенных соответственно слева и справа.
Бейс-система
B.A.S.E — это название носят прыжки с парашютом с фиксированных объектов, то есть с какой-либо базовой точки. Само слово B.A.S.E можно расшифровать как B — building (здание), A — antenna (антенна), S — span (мост), E — earth (земля). Именно с этих базовых точек совершают свои прыжки бэйсджамперы.
Данный вид парашютной дисциплины не противоречит ни одному законодательному акту ни одной страны мира, официально разрешено совершать парашютные прыжки с крыш домов, балконов, антенн, электрических вышек, заводских труб, скал, обрывов, мостов и т. д. — связано это прежде всего с тем, что при обслуживании специальных сооружений и объектов необходимо обладать совершенными средствами спасения и безопасности, коими и являются специализированные парашютные системы, промышленным альпинистам необходимо постоянно поддерживать свои профессиональные навыки спасения, знания о данном виде деятельности передаются из уст в уста только лишь посвящённым. Количество BASE-джамперов растёт с каждым годом, но благодаря совершенной методике преподавания и совершенному снаряжению уровень безопасности сохраняется на достаточно высоком уровне. Это в свою очередь говорит о том, что данный вид парашютной дисциплины с некоторых пор уже нельзя называть экстремальным и опасным.
Бейс-системы — парашюты для бейсджампинга, прыжков со статических объектов. В специализированной бейс-системе чаще всего нет запасного парашюта, так как высота раскрытия заведомо не предусматривает его ввод.
Обычно не хватает времени среагировать, а если хватает, то нужно ниже открываться — BASE416
Парашюты для GL
Парашюты для Ground Launch (GL) предназначены для полетов вдоль склонов гор. Они не предназначены для терминального раскрытия, и всегда поднимаются с земли. Хотя изначально для этой цели применялись исключительно купола парашютов предназначенные для прыжков с задержкой в раскрытии. Некоторые системы для GL имеют много общих черт с парапланами, и тогда их можно использовать для полётов в сложных метеоусловиях поднимаясь выше уровня склона горы используя вверх направленный воздушный поток, (ветер). Крыло косонервюрное, стропная развязка несколько отличается, система рифления отсутствует, вытяжной парашют снят, камеры основного купола и запасного парашюта нет, подвесная система сильно редуцирована, свободные концы разведены в стороны за счёт удлинённой грудной перемычки, вследствие чего купол более чувствителен к выполнению манёвров за счёт перекоса корпуса тела пилота.
Парасейлы
Парашюты для буксировки над водой (парашютно-буксировочные системы) были изобретены относительно недавно. Бывают круглой, дельтавидной формы и в исполнении двухоболочковой системы. Наибольшее распространение получили купола круглой и дельтавидной формы, как правило не нуждаются в управлении пилотом, могут подниматься на высоту до 60 % от длины буксировочного троса, Наибольшее распространение получили на курортах и в базах отдыха в качестве аттракциона или развлечения, используются для размещения рекламы. Существует две разновидности старта,- методом срыва и травлением. Метод срыва наиболее экстравагантный, как правило сопровождается бурным эмоциональным и эндорфиновым всплеском. Процесс взлёта похож на катапультирование. Метод травления очень спокойный и не эмоциональный.

## Отказы
Отказом парашюта считается любое отклонение от нормального функционирования парашюта. Отказ парашюта не обеспечивает нормальной скорости снижения и (или) приводит к потере управляемости. Наиболее распространённые причины отказов: неправильная укладка, неправильное положение тела при раскрытии, конструктивные недостатки, износ и повреждения (разрыв ткани основного парашюта, обрыв строп), влияние внешних факторов либо стечение неблагоприятных обстоятельств. Отказ парашюта может произойти не только в процессе раскрытия, но и на любом этапе снижения под наполненным куполом, включая приземление. Для разных типов парашютов характерны разные виды отказов.
Отказы делятся на два типа по тому, на каком этапе раскрытия произошел отказ: полный отказ и частичный отказ парашюта, а также (независимо) на два типа по скорости снижения: скоростной (скорость снижения близка к терминальной) и низкоскоростной (скорость снижения существенно снизилась).
При любом отказе и при достаточном запасе высоты действует правило «двух попыток», которое означает, что если две попытки устранить отказ не привели к полному устранению отказа и началу нормального управляемого снижения с безопасной скоростью, необходимо прекратить попытки устранения отказа и незамедлительно приступить к процедуре раскрытия запасного парашюта. Допускается приступить к процедуре раскрытия запасного парашюта ранее, чем после двух попыток устранения отказа, но не позднее. Процедура раскрытия запасного парашюта зависит от вида отказа, типа парашютной системы и запаса высоты. На высоте 300 метров и ниже предпринимать попытки устранения отказа не допускается, раскрывать запасной парашют при отказах на высоте 300 метров и ниже необходимо незамедлительно.
На спортивных парашютных системах страхующие приборы разных типов, установленные на запасных парашютах, по-разному работают при разных типах отказов.
На спортивной парашютной системе при любом отказе на высоте 600 метров и выше перед вводом запасного парашюта необходимо отцепить основной купол, выдернув звено отцепки. На высоте 300 метров и ниже запасной парашют на спортивной парашютной системе при любом отказе вводится без отцепки основного купола.
На десантных парашютных системах используется страхующий прибор типа ППК-У, который всегда срабатывает на заданной высоте независимо от того, произошел или нет отказ, а также независимо от типа отказа. Для предотвращения открытия запасного парашюта на десантной системе страхующий прибор необходимо вручную отсоединить от звена раскрытия.
Запасной парашют на десантной парашютной системе нормально функционирует с основным куполом в любом состоянии. Отцепка основного купола на десантной парашютной системе не производится. Ввод запасного парашюта на десантных парашютных системах при любых отказах возможен на любой высоте, но гарантированное наполнение происходит при вводе запасного парашюта на высоте не ниже 80 метров. Таким образом, главной задачей при любых отказах десантной парашютной системы является ввод запасного парашюта на максимально возможной высоте.
Полный отказ характеризуется не срабатыванием ни одной стадии раскрытия парашюта. Парашют (контейнер с парашютом) не выходит из ранца. Полный отказ всегда является скоростным, так как нет ничего, что бы замедлило падение, и скорость остаётся терминальной.
Примерами полного отказа десантного парашюта являются зацеп стабилизации за части тела, невыход стабилизации, нераскрытие двухконусного замка и т. п.
Примерами полного отказа спортивного парашюта являются зацеп стреньги медузы за части тела, зависание на медузе, невозможность вытащить медузу из контейнера, отрыв шпильки от стреньги медузы и т. п.
В случае полного отказа запасной парашют вводится вручную или с помощью прибора. Все страхующие приборы легко определяют этот тип отказа и открывают запасной парашют на заданной высоте.
При ручном вводе запасного парашюта в случае полного отказа на спортивной парашютной системе на высоте 600 метров и выше необходимо произвести отцепку основного купола. Необходимость такого действия вызвана тем, что оба купола располагаются в одном ранце, и раскрытие запасного парашюта может привести к ослаблению усилий на звене зачековки клапанов основного парашюта, с его саморасчековкой, самопроизвольным выпадением и последующим наполнением основного парашюта, что может привести к отказу типа «одновременное наполнение двух куполов». На высоте 300 метров и ниже отцепка основного купола не производится.
Частичный отказ может быть как низкоскоростным, так и скоростным!
При частичном отказе срабатывает как минимум одна стадия раскрытия парашюта. Парашют может выйти из ранца или контейнера, и (возможно) частично или даже полностью наполниться, однако управляемость и безопасное приземление не обеспечивается. Частичный отказ может произойти на любой стадии прыжка, вплоть до приземления, даже с полностью открывшимся и изначально работоспособным куполом.
При этом на спортивных парашютных системах, оснащенных страхующими приборами типа ППК-У, выход купола из ранца приводит к автоматической расчековке (отсоединению) страхующего прибора от звена раскрытия запасного парашюта, вследствие чего подобный тип приборов не может открыть запасной парашют на спортивной системе при частичном отказе. Ввод запасного парашюта на спортивной парашютной системе, оснащенной прибором типа ППК-У, в случае частичного отказа возможен только в ручном режиме. Это является одной из существенных причин не использовать приборы ППК-У на спортивных парашютных системах.
При частичном отказе на спортивной парашютной системе вышедшие части основного парашюта могут препятствовать нормальному раскрытию и последующей работе запасного парашюта. По этой причине для ввода запасного парашюта при частичном отказе на высоте 600 метров и выше на спортивной парашютной системе необходимо произвести отцепку основного купола. При вводе запасного парашюта на высоте 300 метров и ниже отцепка основного купола не производится. В случае невозможности произвести отцепку основного купола или если основной купол не отходит (например, вследствие заклинивания КЗУ по какой-то причине или из-за зацепления частей основного парашюта за парашютиста и его снаряжение) и избавиться от него не удается, запасной парашют вводится на высоте 300 метров.
При скоростном частичном отказе скорость падения остаётся терминальной или близкой к ней.
Примерами скоростных частичных отказов десантного парашюта являются невыход купола из камеры, например, вследствие неправильной зачековки или несоблюдения условия хранения уложенного купола, самоотцеп пары свободных концов либо сложение куполов при схождении двух парашютистов, когда их купола взаимно затеняют и гасят друг друга, и т. п.
Примерами скоростных частичных отказов спортивного парашюта являются невыход купола из камеры, самоотцеп одной или обеих пар свободных концов, несход слайдера (устройства рифления), предназначенного для замедления раскрытия и снижения динамических нагрузок на парашютиста, и т. п. При отказе типа «несход слайдера», несмотря на то, что купол вышел из камеры и даже частично наполнен, скорость остаётся терминальной, так как наполненности купола не хватает для того, чтобы он работал как крыло, а площади купола не хватает для эффективного торможения парашютированием. Любой отказ спортивной парашютной системы на любом этапе раскрытия, при котором слайдер ещё не перемещался из верхнего положения, будет скоростным.
Опасность скоростного частичного отказа заключается в малом времени на действия по устранению отказа или вводу запасного парашюта одновременно с возможностью неправильной оценки парашютистом своей скорости снижения. Кроме того, затрудняется ввод в работу запасного парашюта, особенно в полностью автоматическом режиме, так как вышедшие из ранца части основного парашюта могут помешать его наполнению и последующей работе.
Современные электронные страхующие приборы срабатывают так же, как и при полном отказе.
При низкоскоростном частичном отказе происходит срабатывание всех стадий раскрытия парашюта, и существенное замедление скорости снижения, однако безопасное приземление не обеспечивается.
Примерами низкоскоростных частичных отказов десантного парашюта являются обрыв более чем трёх строп, существенный (более, чем одной, ограниченной силовыми лентами, секции) порыв купола, перехлест купола стропой и т. п.
Примерами низкоскоростных частичных отказов спортивного парашюта являются обрыв любого количества строп переднего ряда, обрыв более чем шести строп любых рядов, заклинивание стропы управления, перехлест купола стропой, закрутка строп и т. п. Перемещение слайдера из верхнего положения является необходимым, но не является достаточным условием низкоскоростного отказа спортивной парашютной системы (например, сложение, разрыв купола, или самоотцеп свободных концов являются скоростными отказами, но могут произойти при сошедшем слайдере).
При низкоскоростном отказе скорость снижения может быть недостаточной для срабатывания спортивного страхующего прибора даже в «студенческом» режиме, и заведомо недостаточной для срабатывания страхующего прибора в стандартном спортивном режиме. Для срабатывания электронного страхующего прибора на спортивной парашютной системе при низкоскоростном частичном отказе требуется произвести отцепку основного купола на достаточной высоте. В случае отцепки основного купола на малой высоте (ниже 200 метров) парашютист может не успеть набрать достаточную для срабатывания страхующего прибора вертикальную скорость. В случае низкоскоростного частичного отказа спортивного парашюта на высоте ниже 300 метров, ввод запасного парашюта производится парашютистом исключительно в ручном режиме без отцепки основного купола.
Одновременное раскрытие двух куполов
На спортивных парашютных системах особым случаем низкоскоростного отказа является ввод в действие одновременно двух парашютов — основного и запасного, в то время как для десантных парашютных систем одновременная работа основного и запасного куполов является безопасным способом приземления. В случае спортивной парашютной системы, два одновременно наполненных купола могут составлять конфигурации «биплан», когда один купол находится выше другого, «веер», когда купола находятся рядом, касаясь боковыми кромками, или «колокол», когда купола из «веера» расходятся в стороны и занимают диаметрально противоположные точки относительно парашютиста. В конфигурации «колокол» начинается быстрое снижение с вращением, передние кромки куполов направляются к земле, стропы натянуты горизонтально, купола «растягивают» стропы в противоположных направлениях.
Конфигурация «колокол» единственная является безусловно опасной, так как не обеспечивает безопасной скорости снижения, не может быть переведена ни в какую другую конфигурацию без отцепки одного из куполов, и требует немедленной отцепки основного купола.
Эволюции конфигураций куполов могут происходить только в одном направлении: от «биплана» к «вееру», который может развалиться в «колокол». Исходя из этого, наиболее безопасной является конфигурация «биплан».
Конфигурации «биплан» и «веер» позволяют обеспечить управляемую и безопасную посадку. При открытии одновременно двух куполов, управление производится путём осторожных действий с наибольшим по площади куполом.
Оценка работоспособности купола и принятие решения на раскрытие запасного парашюта
Работоспособность купола или конфигурации куполов при любом типе отказа оценивается по критериям «Наполнен — Устойчив — Управляем», в порядке снижения критичности. Отсутствие уверенности в любом из пунктов является безусловной причиной для ввода запасного парашюта, либо принятия иных действий по восстановлению всех трёх параметров безопасности.

### Сертификация

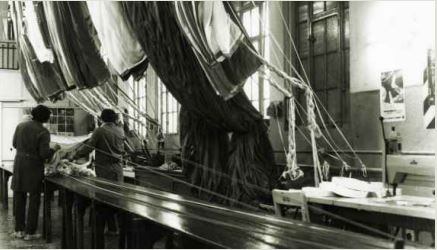
Производство парашютов на заводе аргентинского конгломерата IAME

Каждая страна устанавливает свои стандарты и требования сертификации. Большинство запасных парашютов и ранцев в мире сертифицируется по американскому FAR TSO C23, так как FAA требует, чтобы прыжок с парашютом выполнялся обязательно с ранцем (подвесной системой) и запасным парашютом, одобренными FAR (федеральными авиационными правилами).
Большинство стран Европы требуют сертификации по TSO, ETSO, JSTO или национальной программе сертификации, для ранца, основного парашюта и запасного парашюта.
В России сертификация спортивных парашютов добровольная. Однако сертифицируется только парашютная система в сборе целиком, от одного производителя. Отдельные компоненты системы не сертифицируются. Поскольку зарубежные производители предполагают модульный принцип (ОП + ЗП + ранец + прибор) сборки системы, ни одна из зарубежных систем в России не сертифицирована. Однако как показывает анализ парашютных происшествий с 2000 года, Российские сертифицированные парашюты По-16 и система По-17 имеют больше случаев отказа при применениях, чем не сертифицированные в России системы зарубежных производителей, при постоянном возрастании доли используемых зарубежных систем.

## Парашют в пассажирской авиации
В пассажирской авиации парашютные системы для спасения жизни пассажиров не используются по причине их полной бесполезности для этой цели. Покидание борта самолёта одновременно сотней парашютистов является нетривиальной задачей даже для хорошо подготовленных парашютистов, прыгающих с нормально управляемого десантного самолёта. Покидание самолёта на скорости 360—400 км/ч является прыжком повышенной сложности, покидание на больших скоростях осуществляется только при катапультировании, со специальными механизмами защиты пилота от травм, которые может нанести набегающий поток воздуха. Покидание аварийного самолёта, летящего на заведомо большой скорости, десятками людей, в основном не готовыми ни физически, ни психологически к совершению прыжка, в числе которых есть старики и дети, требует как минимум большого запаса времени и специального устройства десантирования. В случае, если существует достаточный запас высоты и самолёт управляем, в большинстве случаев он может совершить аварийную посадку с планирования, которая и является наиболее безопасным способом спасения. Если запаса высоты нет, то нет и времени на покидание самолёта. Если самолёт совершает неуправляемые эволюции, например сорвался в штопор, то покинуть его зачастую не сможет даже тренированный человек.
Для спасения же самолётов малой авиации такие системы разработаны и с успехом применяются (парашют 100 м². и весом 13 кг, раскрываемый пиропатронами; спасено ок. 200 пилотов).